# The Offspring
The Offspring és una banda californiana de punk rock, formada el 1984 i actualment composta per Dexter Holland (veu, guitarra), Noodles (guitarra), Greg K. (baix) i Pete Parada (bateria).
Els primers tres treballs foren publicats pels segells independents Nemesis i Epitaph. Fou amb el tercer àlbum d'estudi, Smash (1994), que es van fer famosos mundialment superant els 20 milions de còpies i marcant el record de vendes d'un àlbum per un segell independent. A partir d'aquí van signar amb Columbia i van seguir col·leccionant èxits, tot i que decreixent de forma progressiva. El seu darrer treball és Days Go By (2012), el novè àlbum d'estudi de la seva trajectòria. Han superat les xifres de 40 milions d'unitat arreu del món, sent considerades una de les bandes de punk rock més importants de la història de la música.

## Història
Els seus inicis es remunten a la banda Manic Subsidal, allà per l'any 1984 a Cypress (Califòrnia), formada per Bryan "Dexter" Holland (bateria en aquesta època) i el baixista Greg Kriesel. Holland va canviar per la guitarra i s'hi van incorporar Doug Thompson com a cantant i Jim Benton a la bateria. Posteriorment s'hi va unir Marcus Parrish com a segon guitarrista, però no van realitzar cap gravació durant aquesta època. Thompson fou expulsat i això va portar diversos canvis a la banda, Holland va passar a cantant, James Lilja va substituir a Benton, i Kevin "Noodles" Wasserman va entrar com a segon guitarrista.
Ja el 1986 van reemplaçar el nom de la banda per "The Offspring" i van publicar el seu primer EP de fabricació pràcticament casolana dins el segell "Black Label" amb les cançons "Blackball" i "I'll Be Waiting". Lilja va abandonar el grup l'any següent per dedicar-se a la ginecologia, i fou substituït per Ron Welty.

### The OffspringiIgnition(1988–1993)
Després de gravar una nova demo el 1988, la banda signa amb el petit segell Nemesis Records. No serà fins al 1989 quan aconseguiren enregistrar el seu primer àlbum autotitulat, de 12 temes amb la producció de Thom Wilson. En aqueix primer treball són evidents les influències del punk rock dels anys vuitanta del Comtat d'Orange (Califòrnia), d'on procedeix la banda, i en especial del grup TSOL pel que sempre han revelat gran admiració. Es van editar un nombre limitat de còpies en vinil de 12 polzades, i les còpies en CD no arribaren fins al 1995.
En 1991 van llençar Baghdad una nova demo en EP que els va permetre signar amb un segell de més entitat, Epitaph Records. En 1992 veuria la llum un segon treball, un dels més aclamats actualment pels seguidors del grup: Ignition. D'aquest es va extraure un tall per a circular per primera vegada per les ràdios comercials, "Kick Him When He's Down". A continuació van realitzar la seva primera gira important pel país acompanyat d'altres bandes emergents com Pennywise i Lunachicks, i iniciar la primera gira europea amb NOFX.

### Smash(1994–1996)
El punt d'inflexió en la seva carrera i el verdader èxit arribaria de la manera més inesperada, l'any 1994, amb el tercer disc Smash. El tall distribuït d'aquest àlbum, "Come Out And Play" circulà per emissores de ràdio de tot el país del Nord i el seu videoclip, evidentment fet amb molt pocs recursos, sorprengué a la MTV. Dos temes més, "Self Esteem" i "Gotta Get Away", foren llançats com a senzill, multiplicant la seva acceptació ja a tot el món. Les vendes es dispararen fins als vuit milions de còpies només als Estats Units -actualment la xifra aconsegueix els disset milions a nivell mundial- i l'àlbum esdevingué en el més venut mai per un segell independent (novament Epitaph). Als Estats Units aconseguí sis discs de platí i per exemple a Austràlia debutà en el número 1 de la llista d'àlbums durant tres setmanes.
Amb els ingressos obtinguts, la banda va decidir comprar els drets del seu primer àlbum. Per la seva banda, Holland i Greg K. van fundar el seu propi segell discogràfic, Nitro Records, tot i que poc després només Holland estigué al capdavant del segell. Van signar amb diverses bandes musicals com The Vandals i Guttermouth, però una de les primeres publicacions del segell fou el rellançament del primer àlbum de The Offspring.

### Ixnay on the Hombre,AmericanaiConspiracy of One(1997–2002)
Encara amb la ressaca del sorprenent èxit, The Offspring començà a preparar el seu nou àlbum en 1996, però el que cridà l'atenció és la polèmica que es creà quan la banda decidí acceptar una oferta de la multinacional Columbia Records per a publicar el treball. Epitaph Records sostenia que per contracte, la banda havia de publicar un altre disc dins el seu segell, i després d'un llarg enfrontament, el conflicte es resolgué atorgant a Epitaph els drets del nou disc per a Europa.
L'EP Club Me de 1997 i en ella apareix "D.U.I.", l'única en la trajectòria de The Offspring que és totalment composta per Noodles, i "Smash It Up" que apareix a la banda sonora de Batman Forever (1995). Ixnay on the Hombre aparegué a principis de 1997, i malgrat no assolir el nivell de vendes de l'àlbum anterior, superà els quatre milions d'unitats. Probablement, aquesta davallada es va deure a l'evident canvi d'estil musical i temàtic per passar del punk polític a un so rock força comercial.
Un any després publicaven Americana amb un èxit de vendes rotund però amb un so totalment comercial, especialment en els senzills, que esdevingueren els seus hits més importants arreu del món. Aquesta popularitat es traduí amb 10 milions de còpies en tot el món. En aquesta època aparegueren en la pel·lícula La mà diabòlica (1999) interpretant "I Wanna Be Sedated" de The Ramones i "Beheaded".
L'any 2000 arribaria el seu sisè àlbum d'estudi, Conspiracy of One, amb el qual arribaria una nova davallada que semblava insuperable, a banda de les reduïdes vendes en guanyaren l'enuig de molts dels seus seguidors perquè el consideraven un treball "prefabricat".

### SplinteriGreatest Hits(2003–2005)
Després d'una gira, els membres de The Offspring es prenen un llarg període de vacances fins que el 2002 anunciaren la vinent arribada d'un nou disc. Es marcà la data de novembre del 2002 per a l'eixida al mercat, però diversos problemes i despropòsits acaben per allargar l'espera fins més d'un any després de l'inicialment previst, i Splinter veié la llum el primer de desembre de 2003. Entre aquests s'hi trobà l'abandonament de Ron Welty, després de quinze anys sent el bateria de la banda, per formar part de Steady Ground. Josh Freese realitzà l'enregistrament de les cançons de l'àlbum però el substitut oficial fou Atom Willard. Pel que fa a Splinter, a pesar de gaudir del vistiplau dels seguidors de sempre -encara que sense gran entusiasme- i d'una bona repercussió del primer single "Hit That", les vendes s'afonaren completament respecte a discos anteriors.
Posteriorment, en el transcurs d'un període d'inactivitat per a The Offspring després del sonat fracàs d'aquest últim disc, la banda llançà un àlbum recopilatori dels seus grans èxits (Greatest Hits) per al 21 de juny del 2005, en el qual van incloure dotze dels seus temes més destacats que han format al llarg de quasi vint anys de carrera artística. La compilació s'obria amb el tema inèdit "Can't Repeat", que al mateix temps serví com a senzill de presentació d'aquest. També hi van incloure un cover ocult, "Next to You" original de The Police i l'oblidada "Defy You" cançó que formava part de la banda sonora de la pel·lícula Orange County en el 2001. A l'estiu de 2005 van tocar per primera vegada dins la gira Vans Warped Tour i llavors van seguir per Europa i el Japó, per tornar a descansar i compondre nous temes.

### Rise and Fall, Rage and GraceiDays Go By(2006–present)
Amb Pete Parada com a nou bateria del grup, van presentar les primeres cançons del nou treball durant l'estiu de 2007, però el vuitè àlbum d'estudi de la banda, Rise and Fall, Rage and Grace, no fou publicat fins a l'estiu de 2008 amb "Hammerhead" com a primer senzill. Amb aquest àlbum, la banda recupera el so dur de l'estil hardcore melòdic dels seus primers discs, i la crítica social hi és més present que als seus anteriors treballs. D'altra banda, i per primera vegada des d'Ignition, aquest treball no va incloure cap cançó d'estil ska. El segon senzill, "You're Gonna Go Far, Kid" va encapçalar la llista de rock modern estatunidenca durant onze setmanes i també va fou guardonada com a cançó d'or per la RIAA, fites que el convertien en un dels senzills amb més èxit de la banda. La discogràfica Epitaph va aprofitar la publicació de l'àlbum per rellançar els àlbums Ignition i Smash remasteritzats.
A mitjans de 2009, la banda va començar a treballar en el seu novè àlbum d'estudi però el van anar enregistrant esporàdicament durant el següent any. Entremig d'aquest procés van realitzar diversos concerts i també van aprofitar per estrenar alguna de les noves cançons. Van iniciar una nova gira el 2011 encara sense haver enllestit l'àlbum. Després de tot aquest temps d'espera, a la primavera de 2012 van anunciar que ja tenien enllestit el nou àlbum i el primer senzill homònim a l'àlbum. Days Go By es va publicar el 26 de juny de 2012 i prèviament s'havia el primer senzill, també anomenat "Days Go By", que tornà una mica d'esperança als seguidors de la banda. A continuació estigueren tot un any de gira mundial visitant Austràlia, Europa, i Amèrica, i acompanyats d'altres grup importants com Metallica i Linkin Park.
A l'estiu de 2013 van publicar un àlbum de directe que fou enregistrat en l'Orange Warsaw Festival realitzat a Varsòvia, però només estigué disponible via online.
Un cop acabada la gira internacional van començar a treballar en un nou treball d'estudi i amb la intenció de publicar-lo de forma independent a la discogràfica Columbia Records tan bon punt finalitzés la seva relació contractual. La idea original era llançar-lo durant el 2014 coincidint amb el 30è aniversari de la banda.
El 2 d'agost del 2021, el baterista Pete Parada va anunciar que havia estat acomiadat de The Offspring per negar-se a vacunar-se contra el COVID-19 per "recomanació mèdica". En una entrevista al novembre del 2021, Holland i Wasserman van detallar els "obstacles" que van seguir trobant en considerar el que caldria per organitzar una gira amb un membre del grup no vacunat, i van manifestar que la decisió havia estat presa “de moment”; tot i això, Parada ha anunciat que havia estat acomiadat no només de la gira sinó també de l'estudi.

## Estil musical
Inicialment, The Offspring fou considerat un grup de punk rock descendent les bandes musical del grunge de la dècada del 1990, però també es podien percebre skate punk i hardcore melòdic. Les seves lletres eren molt diverses i tractaven temes de relacions personals o la degradació dels Estats Units tant políticament com socialment, i generalment amb un punt de vista sarcàstic. A partir del cinquè àlbum (Americana) va adquirir un so més proper al pop punk molt més comercial i lletres menys series. Van perdre contundència a mesura que abandonaven l'estil més punk. En els dos darrers treball van obrir nous camins introduint efectes electrònics i balades.
Un tret comú en la majoria dels seus àlbums d'estudi és que el primer tema és una cançó d'introducció, per exemple: "Time To Relax", "Disclaimer", "Welcome" i "Neocon".

## Llegat
La música de The Offspring ha aparegut en la banda sonora de diverses pel·lícules, sèries de televisió o videojocs. Entre les pel·lícules destaquen Batman Forever, I Know What You Did Last Summer, The Faculty, Varsity Blues, Wanted, Idle Hands (en la qual van fer un cameo tocant en directe i Holland tenia un petit paper interpretant-se a ell mateix), Me, Myself & Irene, American Pie 2, Bowling for Columbine i Click. Entre les sèries que han inclòs una cançó de la banda hi ha King of the Hill i 90210. Pel que fa als videojocs s'hi poden trobar Tony Hawk's Pro Skater 4, SingStar Rocks!, Guitar Hero: Van Halen, Rock Band (amb vuit cançons descarregables), Madden NFL 09 i NHL 13.

## Discografia

### Àlbums d'estudi
- The Offspring (1989/1995)
- Ignition (1992)
- Smash (1994)
- Ixnay on the Hombre (1997)
- Americana (1998)
- Conspiracy of One (2000)
- Splinter (2003)
- Rise and Fall, Rage and Grace (2008)
- Days Go By (2012)
- Let the Bad Times Roll (2021)

## Membres de la banda
Membres actuals
- Dexter Holland – cantant, guitarra rítmica (1985-present, guitarra solista (1984-1985)
- Greg K. – baix, veus addicionals
- Noodles – guitarra solista, veus addicionals
- Pete Parada – bateria, percussió

Membres anteriors
- Doug Thompson (1984-1985) – cantant
- Marcus Parrish (1984-1985) – guitarra rítmica
- Jim Benton (1984-1985) – bateria, percussió
- James Lilja (1985-1987) – bateria, percussió, veus addicionals
- Ron Welty (1987-2003) – bateria
- Atom Willard (2003-2007) – bateria

Línia de temps